# Pozostałości zespołu kościelnego w Gołczy
Pozostałości zespołu kościelnego w Gołczy – dzwonnica oraz cmentarz znajdujący się w Gołczy,  w gminie Gołcza, w powiecie miechowskim, w województwie małopolskim.
Dzwonnica z XVII wieku wraz z cmentarzem jako pozostałość po zespole kościelnym wpisana została do rejestru zabytków nieruchomych województwa małopolskiego.

## Historia
Dzwonnica z XVII wieku wzniesiona przy kościele, który w 1970 roku przeniesiony został do Przesławic.

## Architektura
Dzwonnica drewniana, konstrukcji słupowej nakryta dachem namiotowym.